# Gulag
Gulag (russisk: Гла́вное управле́ние лагере́й и мест заключе́ния (ГУЛа́г), tr. Glavnoje upravlenije lagerej i mest zakljutjenija (Gulag); dansk: ~ Generaldirektoratet for lejre og fængsler (Gulag)) blev almindeligt kendt under navnet "Gulaglejrene". De blev oprettet til internering af antikommunistiske hvide styrker, der samarbejdede med interventionshærene, som forsøgte at nedkæmpe revolutionen. I 1921 var der 84 lejre. Gulag blev synonym for den sovjetiske undertrykkelse og udnyttelse af fanger, der blev brugt som regulære slaver. Senere er Gulag synonym for arbejds- og straffelejre.

## Historie

### De første lejre
Efter Oktoberrevolutionen blev en række fængselsfaciliteter/arbejdslejre i Sibirien modificeret og udbygget. De husede tidligere monarkiets fjender og blev transformeret til de antikommunistiske styrker. I begyndelsen blev de valgt for at isolere fangerne. Øde, forladte klostre blev ofte genbrugt til arbejdslejre.
Lejren på Solovetskij-øerne i Hvidehavet var en af de tidligste. Navnet Solovetskij blev synonym for arbejdslejre. Solovki blev præsenteret for Vesten som et eksempel på den nye sovjetiske genopdragelse af folkets fjender (forretningsmænd, arbejdsgivere, politimænd, højtstående gejstlige m.fl.), og hvordan de blev reintegreret i det nye sovjetiske samfund igennem hårdt fysisk arbejde. I begyndelsen nød de indsatte (for størstedelens vedkommende russiske intellektuelle, tilhængere af zarristerne) godt af en relativ høj grad af frihed. De måtte færdes frit inden for øens grænser. Lokale aviser og magasiner blev redigeret på øen, og der blev endda udført lidt videnskabelig forskning. Men med tiden blev det til en regulær arbejdslejr. Nogle historikere hævder, at Solovki var en slags ”pilot-lejr”, og at erfaringerne herfra blev overført til de nye lejre.

### Gulags tilblivelse, udvikling og afvikling
Ordren om oprettelsen af Gulag og lovhjemmelen for systemet blev givet i et hemmeligt dekret udsendt af den sovjetiske ledelse den 11. juli 1929. Heri blev retningslinjerne for de forbedrende arbejdslejre udstukket. Gulag-administration blev lagt hos OGPU, det hemmelige sovjetiske politi (det senere GUGB under NKVD). Den 25. april 1930 var GULAG en realitet. Det hed dog ULAG før en navneændring i november.
I 1930'erne gennemførtes en voldsom stramning af den sovjetiske retspolitik. Det førte til en markant stigning i antallet af indsatte i Gulag. Under ’den store terror’ fra 1937 til 1938 blev der foretaget et hav af skønsmæssige masseanholdelser, hvorunder hele grupper blev anholdt på den mindste mistanke. Anholdelserne blev som regel foretaget på grundlag af en af de mange passager i den berygtede artikel 58, der indeholdt en bred definition af begrebet ”kontrarevolutionær virksomhed”. Hundredtusinder blev anholdt på det grundlag. Straffen for konventionelle forbrydelser blev forlænget. Enhver kunne sendes til Gulag, hvis vedkommende havde begået en forbrydelse, der blev takseret til mere end tre års fængsel. Disse tiltag fik mængden af indsatte i Gulag-lejrene til at stige kraftigt.
I 1931, ét år efter opførelsen, husede Gulag-lejrene ca. 200.000 fanger. I 1935 var tallet steget til ca. 800.000 i lejre og 300.000 i kolonier (årligt gennemsnit). I 1939 var tallet oppe på 1,3 millioner i lejrene og yderligere 350.000 i kolonierne.
Under 2. verdenskrig faldt antallet af fanger I Gulag-lejrene drastisk. Det skyldtes både en voldsom stigning i dødeligheden i lejrene i 1942-1943, og at flere hundredetusinder fanger blev udskrevet til militærtjeneste og sendt direkte til fronten (de fleste til særlige ”straffebataljoner”, enheder, der blev sat ind i de mest risikable slag).
Efter krigen steg mængden af indsatte igen kraftigt og nåede i begyndelsen af 1950'erne ca. 2,5 millioner (herfra var ca. 1,7 millioner indsatte i lejrene).
Der var en konstant strøm af fanger til og fra Gulag, for selv om der hele tiden blev anholdt nye, blev der hele tiden frigivet andre. Man kunne fx blive frigivet, hvis man havde udstået sin straf, blev optaget i den Røde Hær, blev forfremmet til fangevogter eller blev invalid. Der var også massefrigivelser af kvinder med små børn, når der blev for mange i lejrene. Derfor var antallet af fanger nogenlunde konstant.
Gulag gik reelt i opløsning med Stalins død i marts 1953, selv om staten officielt bibeholdt lejrsystemet de følgende år. Benådningen blev i første omgang begrænset til dem, der højst havde siddet inde i fem år. Derfor var de fleste af dem, der blev sat på fri fod, fanger, der var dømt for ”almindelige” forbrydelser, og altså ikke politiske fanger.
Frigivelsen af politiske fanger begyndte i 1954. Efter Nikita Khrusjtjovs brud med stalinismen på kommunistpartiets 20. kongres i februar 1956 ved "den hemmelige tale" blev en masserehabilitering af fangerne påbegyndt. Ved udgangen af 1950'erne var så godt som alle de "forbedrende arbejdslejre" nedlagt. Kolonierne blev dog ved med at eksistere.
Officielt blev Gulag opløst af NKVD's efterfølger, MVD, den 25. januar 1960. Arbejdslejre vedblev med at eksistere helt frem til Sovjetunionens opløsning i 1991.

### Antal dræbte og berørte
Ifølge gulagadministrationens egne tal omkom i lejrene og kolonierne fra 1930 til 1956 i alt 1.606.748 personer. Tallet dækker både politiske og regulære fanger, men ikke de 786.098, der - igen ifølge Gulags egne oplysninger - blev dømt til døden og henrettet for kontrarevolutionær virksomhed (681.692 blev henrettet under  den store terror, 1937-1938; de fleste nåede aldrig til lejrene). Tallet dækker heller ikke dem, der omkom i arbejdslejrene, før de kom under Gulag-administrationen. Mange fanger blev løsladt i meget dårlig forfatning og døde kort efter frigivelsen.
Antallet af dem, der på et eller andet tidspunkt var indlemmet i lejrsystemet, er langt højere: et forsigtigt skøn ligger på omkring 18 millioner russere. Dertil kommer omkring 6 millioner, som blev deporteret til Kasakhstan eller Sibirien eller sendt i eksil andetsteds. Det må formodes, at mange af de overlevende fik permanente fysiske og psykiske mén. Det skønnes, at ca. 2/3 af de indsatte var ’almindelige’ fanger (kriminelle), mens 1/3 var politiske fanger.
1930-1953 var der i alt ca. 4-5 mio. dødsofre ud af de 20 millioner, der gik igennem lejrene, og mellem 1 og 1,5. mio. blev likvideret for at være folkefjender og nåede aldrig at blive transporteret til en lejr. Disse tal skal ses i sammenhæng med det totale antal dødsofre for den sovjetiske stats politik på mellem 23-30 mio. i perioden 1918-53.

## Gulag-lejrene
Gulag bestod af mindst 476 lejrkomplekser, der hver især bestod af flere individuelle lejre: tilsammen flere tusinde. Disse lejre indeholdt hver varierende antal fanger, lige fra få hundrede til flere tusinde. Hovedparten af Gulag-lejrene lå i de ekstremt øde egne af det nordøstlige Sibirien og i de sydøstligste dele af Sovjetunionen hovedsageligt på Kasakhstans stepper. Der var for det meste tale om ubeboede egne, som regel uden vej- eller jernbaneforbindelser. De måtte anlægges af fanger fra specialiserede anlægsenheder. Der var heller ikke mange naturlige fødekilder, til gengæld var områderne rige på mineraler og andre naturressourcer som træ. Men lejrene fandtes spredt over hele Sovjetunionen og endda i andre kommunistiske lande som Tjekkoslovakiet, Ungarn, Polen og Mongoliet. Derfor har man kaldt lejrsystemet ’Gulag øhavet’.
Ikke alle lejrene var befæstede. Nogle sibiriske lejre var kun afmærkede med poster. Det hårde vejr, bevæbnede vagter og – ikke mindst – sporhunde, tog sig af enhver, der forsøgte at stikke af. I 1920'erne og 1930'erne tog de indfødte stammer i området sig ofte af de flygtede. Men de indfødte blev selv ofre for de bortløbne gulagfanger, der ofte var kriminelle, og da myndighederne lovede store dusører, begynde stammerne at hjælpe myndighederne med at fange de bortløbne. Fangevogterne fik ligeledes et godt incitament til at holde på fangerne; hvis nogen flygtede under en fangevogters vagt, kunne fangevogteren risikere at blive frataget sin uniform og selv blive indsat.
Gulaglejrene kunne være meget forskellige. Lige fra de brutale guldminer i Kolyma, hvor døden næsten var garanteret, til de hemmelige forskningsinstitutter ved Moskva, hvor de tilfangetagne videnskabsmænd levede en relativ god tilværelse. De enkelte lejrchefer havde en høj grad af frihed. De kunne stort set styre lejrene, som det passede dem. Dog var der straffe for at behandle fangerne for godt, eller alt for sadistisk. Det var meget forskelligt, hvordan fangerne havde det.
De fleste af de lejre, der blev oprettet til de mange nye fanger, fik særskilte økonomiske opgaver. Herunder udnyttelse af naturresurser og koloniseringen af øde områder, samt opførelse af enorme infrastrukturelle faciliteter og industribygninger.
Af de mange anlægsprojekter, der blev udført af gulagfanger kan nævnes: Konstruktionen af Hvidehavskanalen, Volga-Donkanalen, Baikal-Amur-jernbanen (BAM-jernbanen, en 4,234 km lang jernbane, der strækker sig fra Centralsibirien, nord om Baikalsøen, til Stillehavet ved Sakhalin). Men også faciliteter i storbyerne som dele af Moskvas metro og Moskvas statsuniversitets nye universitetsområde blev i vid udstrækning bygget af straffearbejdere.

### De frie bosættelser
De frie bosættelser ("volnoye poseleniye") var lejre, hvor fangerne levede sammen med deres familie og havde en vis bevægelsesfrihed. De måtte rejse frit inden for bestemte områder, men de var under konstant overvågning af NKVD. Fanger, der opførte sig godt, kunne – efter at have aftjent størstedelen af deres straf – blive frigivet til de frie bosættelser uden for lejrene. Fangerne i disse lejre blev kaldt fri bryggere. Derudover blev fanger, der havde aftjent deres straf, men som det blev forbudt frit at bosætte sig, ofte overdraget til disse frie bosættelser.

## Fangerne
Fangerne havde det til fælles, at de blev anset for at være til fare for staten. De indsatte var en broget flok; lige fra almindelige kriminelle, dømt for konventionelle forbrydelser, politiske modstandere, krigsfanger fra borgerkrigen, sabotører og aristokrater, jordbesiddere, forretningsmænd beskyldt for korruption eller underslæb, til almindelige mennesker beskyldt for  kontrarevolutionær virksomhed. Alle beskyldtes for at være imod revolutionen og den kommunistiske stat. Under og efter 2. verdenskrig var en del fanger desertører, krigsforbrydere og udenlandske krigsfanger, mens andre var frigivne sovjetiske krigsfanger (hvis forbrydelse var at have overlevet og ikke ofret sig for moderlandet) samt øst-arbejdere, der automatisk blev beskyldt for forræderi og samarbejde med fjenden. De havde formelt arbejdet for nazisterne. Mange civile fra de territorier, der under krigen var under udenlandske kontrol og civile fra de nyerhvervede sovjetiske territorier blev også sendt til lejrene. Det var ikke unormalt, at de overlevende fra nazisternes koncentrationslejre blev sendt direkte videre til de sovjetiske arbejdslejre.

### Livet i lejrene
Blandingen af konventionelle fanger og politiske fanger var katastrofal. Ca. 2/3 af fangerne var konventionelle forbrydere. Den sidste tredjedel, de politiske fanger, og andre svage indsatte var i vid udstrækning udsat for mishandling af de stærke fanger. Overfald, massevoldtægter, tyveri og mord hørte i nogle lejre til dagligdagen. Det gik især udover børn og teenagere, der blev totalt korrumperede af denne undertrykkelse og mishandling. De fleste endte som forhærdede kriminelle efter endt straf.
De indsatte blev ofte tvunget til at arbejde under umenneskelige forhold. Til trods for det brutale klima fik fangerne næsten aldrig tilstrækkeligt med mad, tøj eller medicin. De fik ikke vitaminer nok, hverken igennem føden eller som tilskud, hvilket førte til ernæringssygdomme som skørbug. De daglige madrationer bestod hovedsageligt af 400 til 800 gram dårligt brød, kaldet payka. De mest produktive fanger blev dog belønnet med et supplement til kosten i form af kartofler, fisk, grød eller grøntsager. Næringsindholdet i de daglige madrationer lå på omkring 5000 kilojule. Ifølge WHO skal en person, der udfører hårdt, fysisk arbejde, have mellem 13000 og 16000 kJ om dagen for at få dækket sit energibehov. Administratorer, fangevogtere og betroede (særligt betroede indsatte, der blev sat til at udføre opgaver for lejrledelsen som madlavning og rengøring, kaldet pridurki’ere), skummede medicinen, tøjet og de fleste nærende fødevarer.
Ekstreme produktionskvoter, brutalitet, sult og hårdt vejr var hovedårsagerne til den dødsrate, der i nogle lejre nåede helt op på 20 %. Som nævnt var der stor forskel på lejrene og stor forskel på behandlingen af fanger. Sådanne uhyre dødsrater fandtes kun i de værste af lejrene: de sibiriske miner og skovbrug. At blive sendt til lejre som Vorkuta, Norilsk og Kolyma var på visse tidspunkter næsten den visse død. Af disse lejre var den største, mest berygtede og mest dødelige Kolyma. I det nordøstlige Sibirien, hvor disse lejre lå, er der ned til -60 grader om vinteren, og kun 2 – 3 mdr. af året er frostfrie. I landsbyen Oymyakon registrerede man et år den rekordlave temperatur på -71,2°C. Hvis skovhugger overlevede her, var det nærmest et mirakel.
Skov- og minedrift var blandt de mest almindelige og hårdeste opgaver. I en gulagmine kunne produktionskvoten for en enkel person være helt op til 13.000 kg pr. dag. Hvis man ikke nåede sine kvoter, mistede man vitale rationer, derved blev man underernæret og afkræftet, så det blev endnu vanskeligere at opnå sine kvoter. Denne cyklus blev fatal for mange. Lejradministratorerne stjal ofte fra det, fangerne havde produceret. Det betød, at de indsatte måtte arbejde endnu hårdere for at nå kvoterne.

### Livet efter Gulag
De, der havde udstået en straf i fængsel eller en lejr, var afskåret fra en række job, og kunne derfor ikke vende tilbage til deres gamle erhverv. Det blev forbudt mange af de løsladte fanger at bosætte sig i nærheden af større byer. De skulle bo mindst 100 km fra nærmeste storby. Af samme grund blev der oprettet mange nye byer 101 km fra storbyerne. Fanger, der afsonede en længere straf, mistede ofte deres sociale relationer og tidligere jobkvalifikationer. Disse ting var alle medvirkende til, at mange fanger efter deres endelige frigivelse valgte at tage til (eller forblive i) de frie bosættelser.
Fangerne i Gulag levede nærmest i deres egen civilisation. Her gjaldt specielle love, her var specielle skikke, en speciel moral og et specielt sprog. Det var ikke nemt at vende tilbage til samfundet igen efter udstået straf. Nogle var født i Gulag, eller havde været der, fra de var børn og kendte ikke til andet. For mange af dem var det umuligt at integrere sig i det frie samfund. Mange af de indsatte i Gulag var mærkede for livet.

## Kolonisering og deportering
Et af målene med Gulag var kolonisering af tyndtbefolkede og øde områder. Der var flere måder at oprette nye kolonier på. I nogle tilfælde blev et hold indsatte sendt til et nyt, ubeboet territorium med et begrænset forråd, og valget mellem enten at oprette en ny lejr – eller dø. Nogle gange tog det et par forsøg, før det lykkedes et hold at overleve de barske elementer.
I forbindelse med 2. verdenskrig, tog deporteringen af folk med en "forkert" etnisk oprindelse til. I årene 1940-1941 blev estere, letter, litauere, polakker og andre befolkningsgrupper fra de annekterede, baltiske lande deporteret i stort tal (dette fortsatte også efter krigen, særligt i 1948).
Efter tyskernes angreb på Sovjetunionen i 1941 deporteredes stort set alle sovjetborgere af tysk afstamning til steppeområderne i Kasakhstan og andre steder. Det beløb sig til 1,4 millioner mennesker. Senere fulgte en række andre nationaliteter, som af den ene eller den anden grund blev betragtet som fjender. I 1944 blev omkring 400.000 tjetjenere, ingusetiere, tatarer, kalmykker, bashkirer og en række mindre nationale grupper deporteret. For mange af disse grupper nåde dødeligheden efter bare 4 år op på 20-25 %.
Dødeligheden blandt de deporterede var bl.a. så høj pga. transporten til lejrene. Turen til de øde områder kunne tage flere måneder, og føden under transporten var knap. Dernæst gjorde vejrforholdene og det hårde arbejde deres til at reducere antallet yderligere. Ud af de letter, der blev deporteret i 1940, regner man med, at kun ca. 60 % var i live i 1950.
4 år efter anden verdenskrig var et markant flertal af de indsatte i Gulag folk fra de baltiske lande og andre udlændinge, der var blevet ’befriet’ af den Røde Hær. Der var bl.a. tale om ukrainere, finner, polakker og rumænere. Udenlandske krigsfanger blev holdt i særskilte lejrsystemer, der blev styret af et separat administrationssystem under NKVD (der senere blev til KGB).

## Gulags betydning
Gulagsystemets har påvirket millioner af menneskers liv, og dets kulturelle indflydelse har været enorm. Gulag har haft en stor betydning for den russiske mentalitet, selvforståelse og tankegang. Mange sange, skrevet af systemkritiske sangere, som Vladimir Vysotsky og Alexander Galich – der aldrig selv var indsatte i lejrene – beskriver dagligdagen i Gulag og glorificerer de indsatte, Zeks , som de blev kaldt på russisk. Sangere og forfattere, som Alexander Dolgun, Alexander Solzhenitsyn, Varlam Shalamov, Yevgenia Ginzburg og andre, blev et symbol på folkets trods overfor Sovjetstyret. Deres tekster, og i særdeleshed Solzhenitsyns, kritiserer i skarpe vendinger folkets tolerance og apati overfor Gulag, men hyldede samtidig de indsattes mod og beslutsomhed. Denne ambivalens går igen i Rusland i dag.
Det er svært at sige noget om Gulags konkrete betydning for det moderne Rusland. Det mest konkrete eksempel på Gulags betydning er måske også det mindst betydningsfulde, nemlig sproget. Ord og vendinger, som opstod i arbejdslejrene, blev en del af det russiske sprog i 1960'erne og 1970'erne. Men det er klart, at et så omfattende system, der i sin levetid har huset 10 % af hele landets befolkning, må have haft – og fortsat have – en voldsom og grundlæggende indflydelse, der rækker langt udover den sproglige. Russerne har aldrig taget opgøret med fortiden, som tyskerne blev tvunget til at gøre det efter 2. verdenskrig. Russerne blev ikke tvunget til at opgive Gulag og er heller ikke blevet tvunget til at se dets grusomheder i øjnene. To generationer har levet med Gulags rædsler, og det har uden tvivl sat sit præg på både børn, børnebørn og oldebørn.
Sammenlignet med andre sovjetiske overgreb mod dets egen befolkning er gulag, målt på dødsofre, dog langt fra det værste. Tvangskollektiviseringen af det sovjetiske landbrug, udryddelsen af kosakkerne, den militære nedkæmpelse af oprørere og andre folkefjender, masselikvideringer o.l., har kostet mange flere mennesker livet.

### Gulags økonomiske betydning
Hovedformålet med Gulag var, ifølge nogle historikere, økonomisk. Med Gulag ville man skabe en gratis arbejdsstyrke – bestående af slavearbejdskraft – der kunne forestå den nødvendige industrialisering af Sovjetunionen. Gulag-lejrene kom hurtigt til at spille en vigtig rolle i den sovjetiske økonomi. De producerede 1/3 af landets guld, det meste af dets kul, tømmer samt en masse andre essentielle produkter. Straffearbejderne blev anvendt i næsten enhver tænkelig industri, selv i industrier, man normalt ikke forbinder med straffearbejde, fx udvikling af flyvemaskiner. Gulag blev betragtet som en måde, hvorpå man kunne koncentrere billig arbejdskraft og kolonisere nye landområder. Nye lejre blev oprettet overalt, hvor nye arbejdsopgaver dikterede deres tilstedeværelse. Ved krigens begyndelse I 1941 var Gulag således verdens største arbejdsgiver.
Den sovjetiske irrationalitet gjorde dog, at Gulag aldrig blev den økonomiske succes, man havde håbet. Arbejdet i lejrene blev aldrig lige så effektivt som det arbejde, der blev udført uden for systemet. Og selvom arbejderne i princippet var gratis, var der stadig mange udgifter til vedligeholdelse, forplejning og lønninger (til administrationen og vagterne). Ydermere blev fangerne sat til at udføre gigantiske, økonomisk håbløse, prestigeprojekter. Der blev fx bygget kanaler og jernbanestrækninger i øde områder, hvor ingen folk boede, og hvor der ikke eksisterede den mindste basis for kommerciel trafik. Stalin var blind for disse fakta og var overbevist om, at Gulag enten var økonomisk rentabelt eller ville blive det.
Teorien om, at der lå økonomiske overvejelser bag de mange arrestationer under stalinismen, er dog blevet delvist bortvist efter de gamle sovjetarkiver blev åbnet i 1990'erne. Selvom Stalin tilsyneladende ikke kun kriminaliserede folk for at få flere straffearbejdere, følger udviklingen i lejrsystemet alligevel en økonomisk udviklingslinje. Omfanget af Gulag-lejrene toppede samtidig med industrialiseringen i Sovjetunionen.

## Gulaglejrene sammenlignet med de tyske kz-lejre
Der er mange paralleller mellem Gulaglejrene og de tyske koncentrationslejre. Begge typer lejre husede systemets fjender, og begge systemer behandlede fangerne umenneskeligt. Men selvom både Gulag og de tyske udryddelseslejre hører til i kategorien koncentrationslejre, var der også forskelle. Der var stor forskel på de almindelige tyske koncentrationslejre og udryddelseslejrene, men der var kun små forskelle mellem Gulag og de almindelige tyske koncentrationslejre.
Det altoverskyggende formål med de tyske udryddelseslejre var den systematiske udryddelse af jøder, sigøjnere og andre ” afvigere”. I de almindelige tyske koncentrationslejre var formålet dels at holde systemets modstandere arresteret og dels at have arbejdskraft til den tyske rustningsindustri. I Gulag ligesom i de almindelige tyske koncentrationslejre var fangernes død ikke et mål i sig selv, men en konsekvens af de umenneskelige forhold og det hårde arbejde. Formålet med Gulag var først og fremmest økonomisk. Formålet med de almindelige tyske koncentrationslejre var også i høj grad økonomisk. I både Gulag og i resten af Sovjet samt i de almindelige tyske koncentrationslejre blev mennesker betragtet som en resurse. Som en flok kreaturer blev fangerne skubbet rundt af vagterne, læsset op og af kreaturvogne, målt, vejet og fodret, hvis det kunne betale sig. At fangerne arbejdede sig ihjel for så at blive erstattet af nye, blev betragtet som værende mere effektivt, end at holde dem, man havde, i live. I de tyske udryddelseslejre var formålet at udrydde jøderne m.fl., men da manglen på arbejdskraft i krigsindustrien steg, blev det i 1942 forbudt udryddelseslejrene at dræbe arbejdsduelige fanger.
Den sovjetiske definition på fjender var løsere end den tyske. I Sovjetunionen kunne alle risikere en tur i Gulag; kriminelle, kontrarevolutionære, krigsfanger, forretningsmænd, arbejdsgivere, bestemte etniske grupper m.fl. Det samme var tilfældet i de almindelige tyske koncentrationslejre. Hvem, der blev betragtet som Sovjets fjender, varierede. Således kunne hele grupper af mennesker pludselig blive udråbt som folkefjender og blive arresteret eller deporteret. Omvendt kunne hele grupper af fanger pludselig blive benådet og løsladt. F.eks fik Stalin anholdt flere hundredetusinde polakker i 1939, blot for at frigive dem igen i 1941, da Polen og Sovjet blev midlertidigt allierede. Det var også muligt at blive frigivet fra Gulag, når ens straf var overstået. I Tyskland betragtedes anbringelse i en koncentrationslejr for en naturlig forlængelse af en udstået straf, men mange blev dog frigivet efter en periode i lejren. Skulle man blive længe i en lejr, var man dog næsten sikker på at dø.
Hvor de tyske kz-lejre kun var funktionelle i 12 år, strækker Gulags historie sig over 25 år. I den periode har Gulag gennemgået forskellige faser, hvor behandlingen af fanger har vekslet mellem at være relativ human og meget inhuman. I de tyske lejre gik udviklingen kun i en retning: de blev mere og mere inhumane, og udryddelsen af jøder blev mere og mere systematisk. I det tyske system var der også stor variation fra lejr til lejr som i gulaglejrene. I både de tyske lejre og i Gulag havde lejrcheferne stor selvbestemmelse.

## Kendte fanger
- Alexander Solsjenitsyn
- Margarete Buber-Neumann